# Созонова (Вагайский район)
Созонова — деревня в Вагайском районе Тюменской области, входит в состав Фатеевского сельского поселения.
Родина Созонова Александра Андреевича — советский и российский хозяйственный деятель и организатор производства.

## География
Деревня находится недалеко от реки Инжура. 

## Население
| 2010 |
| ---- |
| 6    |